# Осем луди нощи
„Осем щури нощи“ или „Осем щури нощи на Адам Сандлър“ (на английски: Eight Crazy Nights/Adam Sandler's Eight Crazy Nights) е американска анимация за възрастни от 2002 г. на режисьора Сет Киърсли, и с участието на Адам Сандлър в първата му озвучаваща роля, с актьорския състав, който се състои от Джаки Титон, Остин Стаут и Роб Шнайдер. Това е също първият анимационен филм от „Хепи Медисън Продъкшънс“.